# Беразатеги
Беразатеги (шп. Berazategui) је град у Аргентини у покрајини Буенос Ајрес. Према процени из 2005. у граду је живело 303.113 становника.

## Становништво
Према процени, у граду је 2005. живело 303.113 становника.
| 1980.   | 1991.   | 2001.   |
| ------- | ------- | ------- |
| 201.862 | 244.083 | 286.735 |